# Iouri Dioupine
Iouri Dioupine, de son nom complet Iouri Iourievitch Dioupine (en russe : Юрий Юрьевич Дюпин), est un footballeur russe né le 17 mars 1988 à Barnaoul. Il évolue au poste de gardien de but.

## Biographie

### Carrière en club
Iouri Dioupine commence la pratique du football dans sa ville natale de Barnaoul, jouant dans un premier temps dans un club de quartier à l'âge de six ans avant d'intégrer plus tard les équipes de jeunes du Dinamo Barnaoul. Il évolue dans un premier temps comme joueur de champ avant d'être converti en gardien de but vers ses dix ans. Ses débuts en senior s'effectuent tout d'abord au niveau amateur, où il évolue dans les rangs des autres clubs locaux du BRZ puis du Polimer entre 2007 et 2008. À l'âge de vingt ans, il sert ensuite pendant une année dans l'armée de l'air russe à proximité d'Irkoutsk, jouant notamment au poste de milieu de terrain et d'attaquant dans l'équipe de football de son unité qui disputait des compétitions locales,. Démobilisé par la suite, il dispute alors la saison 2010 sous les couleurs du Dinamo Biïsk.
Ses performances au niveau amateur lui permettent de faire son retour au Dinamo Barnaoul dès 2011 avec qui il prend part à la troisième division professionnelle. Il rejoint ensuite le Metallourg-Kouzbass Novokouznetsk où il dispute la saison 2012-2013 au deuxième échelon. Après la faillite de ce dernier club, il retrouve pendant un temps le monde amateur dans les rangs du Vianor Barnaoul en 2013 avant de disputer l'exercice 2014-2015 sous les couleurs du Metallourg Novokouznetsk, qui a succédé au Metallourg-Kouzbass.
À partir de 2015, Dioupine retrouve la deuxième division où il évolue pendant trois saisons, la première dans les rangs du SKA-Energia Khabarovsk puis les deux autres avec le Kouban Krasnodar,.
Recruté à l'été 2018 par l'Anji Makhatchkala, il découvre sous ces couleurs la première division et y dispute l'ensemble des rencontres de la saison 2018-2019,. Il se fait notamment remarquer le 6 avril 2019 en délivrant une passe décisive pour son coéquipier Andrés Ponce contre le Dynamo Moscou à l'occasion d'un match nul 1-1.
Après la relégation puis la mise en faillite de l'Anji, Dioupine rejoint les rangs du Rubin Kazan à la mi-juin 2019, d'abord pour une année avant que son contrat ne soit prolongé jusqu'en 2023 en décembre 2019.

### Carrière en sélection
Même s'il n'a jamais disputé de match international en équipe de Russie, il est inclus dans la liste des joueurs participants disputant l'Euro 2020. Il ne joue cependant aucun match tandis que les siens sont éliminés à l'issue de la phase de groupes.

## Statistiques
| Saison                | Club                              | Championnat           | Championnat | Championnat | Coupe(s) nationale(s) | Coupe(s) nationale(s) | Compétition(s) continentale(s) | Compétition(s) continentale(s) | Compétition(s) continentale(s) | Total | Total |
| Saison                | Club                              | Division              | M.          | B.          | M.                    | B.                    | Comp.                          | M.                             | B.                             | M.    | B.    |
| 2010                  | Dinamo Biïsk                      | D4                    | 11          | 0           | 1                     | 0                     | -                              | -                              | -                              | 12    | 0     |
| 2011-2012             | Dinamo Barnaoul                   | D3                    | 28          | 0           | 1                     | 0                     | -                              | -                              | -                              | 29    | 0     |
| 2012-2013             | Metallourg-Kouzbass Novokouznetsk | D2                    | 13          | 0           | 1                     | 0                     | -                              | -                              | -                              | 14    | 0     |
| 2014-2015             | Metallourg Novokouznetsk          | D3                    | 24          | 0           | 3                     | 0                     | -                              | -                              | -                              | 27    | 0     |
| 2015-2016             | SKA-Energia Khabarovsk            | D2                    | 38          | 0           | 3                     | 0                     | -                              | -                              | -                              | 41    | 0     |
| 2016-2017             | Kouban Krasnodar                  | D2                    | 17          | 0           | -                     | -                     | -                              | -                              | -                              | 17    | 0     |
| 2017-2018             | Kouban Krasnodar                  | D2                    | 37          | 0           | 1                     | 0                     | -                              | -                              | -                              | 38    | 0     |
| 2018-2019             | Anji Makhatchkala                 | D1                    | 30          | 0           | 1                     | 0                     | -                              | -                              | -                              | 31    | 0     |
| 2019-2020             | Rubin Kazan                       | D1                    | 30          | 0           | -                     | -                     | -                              | -                              | -                              | 30    | 0     |
| 2020-2021             | Rubin Kazan                       | D1                    | 26          | 0           | 1                     | 0                     | -                              | -                              | -                              | 27    | 0     |
| 2021-2022             | Rubin Kazan                       | D1                    | 29          | 0           | 2                     | 0                     | C4                             | 2                              | 0                              | 33    | 0     |
| 2022-2023             | Rubin Kazan                       | D2                    | 16          | 0           | -                     | -                     | -                              | -                              | -                              | 16    | 0     |
| Total sur la carrière | Total sur la carrière             | Total sur la carrière | 299         | 0           | 14                    | 0                     | -                              | 2                              | 0                              | 315   | 0     |